# نيناد ستافريتش
نيناد ستافريتش (27 يونيو 1963 - 18 نوفمبر 2007) كان لاعب كرة قدم ومديرًا صربيًا.

## مسيرة اللعب
لعب ستافريتش لصالح العديد من الأندية في صربيا، بما في ذلك رادنيتشكي نيش، وراد، وبارتيزان، قبل أن ينتقل إلى الخارج وينهي مسيرته مع أولمبياكوس نيقوسيا.

## المهنة الإدارية
أدار ستافريتش العديد من الأندية في يوغوسلافيا السابقة، بما في ذلك زفيزدارا وسيلكس، بالإضافة إلى الأندية في جميع أنحاء الشرق الأوسط.

## الموت
أثناء إدارته لنادي النجمة اللبناني، توفي ستافريتش نتيجة حادث سير في دمشق في 18 نوفمبر 2007.

## روابط خارجية
- هدف.
- إحصائيات بارتيزان.